# حسین‌علی شهریاری
حسینعلی شهریاری (زادهٔ ۱۳۳۰ زابل) سیاستمدار اصولگرا و چشم‌پزشک ایرانی است که به‌عنوان نماینده حوزه انتخابیه زاهدان در دوره‌های هفتم، هشتم، نهم، دهم، یازدهم و هم‌اکنون در دوره دوازدهم مجلس شورای اسلامی فعالیت می‌کند.  شهریاری عضو هیئت امنای مؤسسه تحقیقات واکسن و سرم‌سازی رازی است. وی رئیس کمیسیون بهداشت و درمان مجلس شورای اسلامی در دوره یازدهم بوده‌است.
او جراح و متخصص چشم فلوشیپ ویتره ورتین فارغ‌التحصیل سال ۱۳۶۵ از دانشگاه شهید بهشتی، استاد پایه ۴۱ و عضو هیئت علمی دانشگاه علوم پزشکی زاهدان است.وی هم اکنون دبیر کل مجمع خیرین سلامت کشور می‌باشد.

## جایزه‌ها
- نشان خدمت جمهوری اسلامی ایران اهدا شده توسط رئیس‌جمهور وقت، اکبر هاشمی رفسنجانی (۱۳۷۵)
- لوح تقدیر ریاست جمهوری به مناسبت ۳۰ سال خدمت در حوزه سلامت (۱۳۸۷)
- جایزه ابن‌سینا از دانشگاه علوم پزشکی تهران (۱۳۸۸)[۴]

## حواشی

### استعفا
در پی وقوع حادثه بمب‌گذاری در زاهدان، حسین‌علی شهریاری و عباسعلی نورا دیگر نماینده سیستان و بلوچستان به دلیل عدم توانایی دولت در کنترل و حفظ امنیت این استان از سمت خود استعفا دادند. اما چندی بعد اعلام کردند که با توصیه رهبری استعفایشان را پس گرفته‌اند.

### انتقاد از دولت پیرامون بحران آلودگی هوای تهران
در پی بحران آلودگی‌های تهران در پاییز و زمستان ۱۳۸۹ او ضمن اشاره به خطرات آلودگی هوا برای مردم از دولت پیرامون عدم پرداخت تسهیلات دو میلیارد دلاری مترو تهران، انتقاد کرد.

### اظهارات پیرامون رهاسازی بیماران
در پی رهاسازی دو بیمار در حاشیه اتوبان خلیج فارس توسط عوامل یک بیمارستان دولتی که انتقادات وسیعی را برانگیخت،
او پیش از تأیید این موضوع توسط وزارت بهداشت به انکار این مسئله پرداخت. اظهارات او انتقادات رسانه‌ها را در پی داشت. او که عضو کمیسیون بهداشت مجلس بود به دفاع از وزارت بهداشت و درمان پرداخت و گفت: ... بعید است واقعیت داشته باشد و بیش‌تر به نظر می‌رسد یک جوسازی سیاسی علیه وزارت بهداشت در جریان است … وزارت بهداشت حتی اگر می‌خواست این بیماران رها کند می‌توانست آن‌ها را در خانه‌شان رها کند یا به بهزیستی تحویل دهد و در هر صورت دلیلی ندارد که بیماران را در کشتزار و کنار اتوبان رها کنند … گرفتن عکس از ۲ بیمار با لباس بیمارستان هم دلیل قانع کننده‌ای نیست زیرا تهیه چنین عکس‌هایی کار ساده‌ای است و هر کسی می‌تواند این کار را انجام دهد … سایت عصر ایران اظهارات او را «اتفاقی غم انگیزتر از رها کردن بیماران در جاده‌های بیرون شهر» توصیف کرد.

### اظهارات جنجالی دربارهٔ فروختن کلیه افراد فقیر برای فرار از فقر
او در مورد فروش کلیه توسط افرادی که در فقر مفرط هستند گفت: چه اشکالی دارد وقتی که فرد در فقر به سر می‌برد و با دریافت ۲۰ الی ۳۰ میلیون زندگی‌اش متحول می‌شود این کار را انجام دهد. وی گفت: عده‌ای از ممنوع شدن پیوند کلیه از زنده به زنده سود می‌برند و سود آن‌ها نیز در خرید و واردات دستگاه‌های دیالیز و تجهیزات گران‌قیمت مربوط به آن‌ها است.
این خبر تایید نشده است